# Ajaccio
Ajaccio (francouzsky [aʒakˈsjo], korsicky Aiacciu [aˈjaʧːu], latinsky Ajax [ajaks]) je město a přístav ležící na západním pobřeží ostrova Korsika a sídlo departementu Corse-du-Sud v regionu Korsika. (Registrační značka vozidel s rozlišovacím znakem 2A na konci.) Je považováno za hlavní město ostrova. Má přes 67 000 obyvatel. Nalézá se v něm rodný dům, muzeum i památník Napoleona Bonaparta.
Ve městě sídlí fotbalový klub AC Ajaccio.

## Historie

### Připojení k Francii
Ajaccio bylo okupováno Francouzi v letech 1553 až 1559, ale po uzavření smlouvy z Cateau-Cambrésis v roce 1559 opět připadlo Janovanům.
Následně byla Janovská republika dostatečně silná, aby si udržela Korsiku až do roku 1755, kdy Pasquale Paoli vyhlásil Korsickou republiku. Paoli ovládl většinu ostrova, ale nedokázal vytlačit janovské jednotky z citadel v Saint-Florent, Calvi, Ajacciu, Bastii a Algajole. Proto je tam ponechal a soustředil se na budování národa, zatímco Janovská republika hledala řešení. Jejich konečným řešením bylo v roce 1768 prodat Korsiku Francii, jejíž vojska nahradila v citadelách, včetně Ajaccia, jednotky janovské.
Korsika byla formálně připojena k Francii v roce 1780.

## Vývoj počtu obyvatel
Počet obyvatel

## Partnerská města
- La Maddalena

## Významní rodáci
- Carlo Buonaparte (1746–1785), otec Josefa a Napoleona Bonaparte
- Laetitia Ramolino (1750–1836), matka N. Bonaparte
- Joseph Fesch (1763–1839), francouzský kardinál, arcibiskup lyonský, nevlastní strýc Napoleona I.
- Napoleon Bonaparte (1769–1821), francouzský císař
- Lucien Bonaparte (1775–1840), bratr N. Bonaparte
- Elisa Bonaparte (1777–1820), sestra Napoleona
- Ludvík Bonaparte (1778–1846), bratr Napoleona
- Pauline Bonaparte (1780–1825), sestra Napoleona
- Caroline Bonaparte (1782–1839), sestra Napoleona Bonaparte
- Jérôme Bonaparte (1784–1860), bratr N. Bonaparte
- Philippe-Antoine d'Ornano (1784–1863), francouzský generál
- François-Xavier Ortoli (1925–2007), francouzský politik a obchodník
- Alizée (* 1984), francouzská zpěvačka